# 雅克·刘易斯
雅克·皮埃尔·刘易斯（法語：Jacques Pierre Lewis，1919年3月1日—2024年7月25日）是法国二战老兵，也是最后一位逝世的法国诺曼底登陆老兵。

## 生平
刘易斯于1919年3月1日出生在法兰西第三共和国波尔多科代朗。从让松·德·萨伊中学毕业后，他进入巴黎政治学院学习法律专业。1939年9月第二次世界大战爆发后，他参军入伍，在奥沃尔兵营接受训练，并在德军入侵时前往卢瓦尔河和枫丹白露保家卫国。
纳粹德国占领法国后，刘易斯于1942年12月徒手翻越比利牛斯山脉逃亡至西班牙国，但在潘普洛纳被佛朗哥政权逮捕并监禁。随后，他成功越狱，登上悬挂利比里亚国旗的船只前往美国，后于1943年7月在英国伦敦加入自由法国。
刘易斯以少尉军衔加入爱德华·H·布鲁克斯将军率领的美国陆军第2装甲师，参与诺曼底登陆。他之所以能够与美军士兵一同服役，是因为他精通英语和法语。他还参与了1944年6月6日的犹他海滩以及卡朗唐战役。他在突出部之役中与德军作战，并成功遣返法国战俘。最终获得了中校军衔。
战后，刘易斯投身化妆品行业，并对参军经历守口如瓶。2014年8月起，他居住在荣军院内，并担任院长。他多次参与诺曼底登陆纪念活动。2019年，他与另一位诺曼底登陆老兵莱昂·戈蒂埃共同出席诺曼底登陆75周年纪念活动。2024年6月8日，他坚持乘坐轮椅出席在凯旋门举行的诺曼底登陆80周年纪念活动。当时，美国总统乔·拜登也出席了活动，乘坐轮椅的刘易斯向拜登以及法国总统埃马纽埃尔·马克龙致意。
2024年7月25日，刘易斯逝世，享年105岁。法国总统马克龙在爱丽舍宫发表声明向他致敬。8月1日，荣军院在圣路易教堂为他举行追悼会。他是最后一位逝世的法国诺曼底登陆老兵。